# Alfonso Morales
Alfonso Hector Morales (Douglas, 19 maggio 1937) è un ex schermidore statunitense.

## Biografia
Ha partecipato ai Giochi della XVII Olimpiade di Roma nel 1960, ai Giochi della XVIII Olimpiade di Tokyo nel 1964, ai Giochi della XIX Olimpiade di Città del Messico nel 1968 ed ai Giochi della XX Olimpiade di Monaco nel 1972.

## Palmarès
In carriera ha conseguito i seguenti risultati:
- Giochi Panamericani:

San Paolo 1963: oro nel sciabola a squadre.